# Église des Rédemptoristes de Tournai
L'église des Rédemptoristes, de style néoroman, est située à Tournai, quai Notre-Dame, en face de l'Escaut. Comme son nom l'indique, elle était desservie par une communauté de Pères rédemptoristes qui avaient leur couvent juste à côté. Les religieux sont partis en 2003. Elle est aujourd'hui désaffectée au culte.

## Histoire
L'église fut édifiée en 1861 à Tournai sous la conduite de l'architecte Justin Bruyenne. La localisation de cette église faisait que les Tournaisiens surnommaient familièrement les Rédemptoristes : les Pères au quai. Auparavant, un jardin d'excellente facture l'entourait. 
Le diocèse de Tournai a désaffecté l'église en 2003 et l'a vendue avec ses bâtiments annexes. Un entrepreneur néerlandais a utilisé le jardin et l'ancien couvent des Pères rédemptoristes (à la droite de l'église) pour en faire un immeuble d'appartements.
Après la fin de l'activité religieuse de l'église, les reliques du Vénérable Père Joseph-Amand Passerat (1772–1858), une figure importante des Rédemptoristes qui veilla à leur expansion missionnaire au XIXe siècle, durent être translatées à Bischoffsheim, en la chapelle du couvent du Bischenberg.
Dans l'opération immobilière, l'autel de l'église a disparu. Elle avait une chapelle dédiée à saint Gérard Majella. Elle possédait un très bel orgue construit par Charles Anneessens en 1881, et comportant 22 jeux sur deux claviers et pédalier. Vendue en 2010, l'église des Rédemptoristes voit ses travaux de requalification commencer en 2011.